# Miroslav Herda
Miroslav Herda (* 1952) je bývalý slovenský fotbalista, útočník.

## Fotbalová kariéra
V československé lize hrál za AC Nitra. Nastoupil ve 4 ligových utkáních. Gól v lize nedal.

## Ligová bilance
| Ročník                                   | Zápasy | Góly | Klub     |
| ---------------------------------------- | ------ | ---- | -------- |
| 1. československá fotbalová liga 1973/74 | 4      | 0    | AC Nitra |
| CELKEM                                   | 4      | 0    |          |